# Stewart Brydon
Stewart Brydon (* 26. Januar 1967 in Glasgow) ist ein ehemaliger britischer Radrennfahrer und nationaler Meister im Radsport.

## Sportliche Laufbahn
Brydon war im Bahnradsport aktiv. 1987 gewann er den nationalen Titel im Tandemrennen mit Eddie Alexander als Partner. 1988 konnte er diesen Titel verteidigen. Von 1989 bis 1994 gewann er die nationale Meisterschaft im Sprint der Amateure. 1993 bis 1995 gewann er die Meisterschaft im Teamsprint.
1986 war er Vize-Meister im Sprint hinter Paul McHugh und 1988 hinter Eddie Alexander geworden. Auf dem Tandem war er 1986 Vize-Meister. 1989 wurde er Vize-Meister im 1000-Meter-Zeitfahren hinter Steve Paulding. 1986 startete er für Schottland bei den Commonwealth Games. 1987 bestritt er mit Eddie Alexander das Tandemrennen bei den UCI-Bahn-Weltmeisterschaften.